# Nickelodeon (Portugal)
Pour les articles homonymes, voir Nickelodeon.
Nickelodeon Portugal est une chaîne de télévision numérique par câble et par satellite, quatrième réseau de télévision portugais principal destiné aux enfants et aux adolescents.

## Histoire
La chaîne appartient à ViacomCBS Media Networks España et est lancée en 2005 par l'opérateur TMN (actuellement MEO).
Avec la séparation des sociétés Portugal Telecom (actuellement Altice Portugal) et PT Multimédia (actuellement NOS), la chaîne est restée exclusive chez l'opérateur NOS.
De 2005 à 2009, la chaîne diffusait Nickelodeon CEE avec un audio et des pages publicitaires portugais.
Elle diffuse en simultané la version espagnole depuis le 1er septembre 2009 à l'exception des plages publicitaires. De même, sur la chaîne en version espagnole, il est possible de changer l'audio en portugais ou anglais.
Le 2 novembre 2017, Nick Jr. fut lancé au Portugal en exclusivité sur NOS.
Le 1er décembre 2017, Nickelodeon fut lancé sur Nowo. Elle rejoint Meo le 31 mars 2020 et Vodafone Portugal le 14 avril 2020.

### Chronologie
Cette section ne s'appuie pas, ou pas assez, sur des sources secondaires ou tertiaires indépendantes du sujet. Le texte peut contenir des analyses inexactes ou inédites de sources primaires.
Pour l'améliorer, ajoutez-en, ou placez des modèles {{Source secondaire souhaitée}} ou {{Source secondaire nécessaire}} sur les passages mal sourcés. (février 2024)
- Après la séparation de Portugal Telecom et PT Multimédia, la chaîne diffuse ses programmes (24h/ 24) sur le canal 41 en langue portugaise, ce qui n'était pas le cas avant. Elle devient une chaîne jeunesse exclusive chez ZON et détient ainsi le monopole de Nickelodeon sur le territoire portugais.
- Le 22 novembre 2012, la chaîne change de format, elle passe en 16/9, et diffuse en simulcast avec Nickelodeon España.
- Le 2 novembre 2017, Nick Jr. Portugal (petite sœur) est lancée par NOS où elle est une exclusivité.
- Le 1er décembre 2017, Nickelodeon devient disponible sur le câble chez l'opérateur Nowo et perd l'exclusivité chez NOS.
- Le 31 mars 2020, Nickelodeon devient aussi disponible chez l'opérateur MEO.
- Enfin, le 14 avril 2020, Nickelodeon devient disponible chez l'opérateur Vodafone.

## Identité visuelle (logo)

Logo de Nickelodeon Portugal de 2005 à 2010.
Logo de Nickelodeon de 2010 à 2011 (également utilisé en Espagne)
Logo de Nickelodeon Portugal de 2011 à 1er Août 2023.
Logo de Nickelodeon depuis le 1er Août 2023. (Comme avec les autres chaînes Nickelodeon CEE)

## Programmation
Nickelodeon Portugal diffuse en simultané avec Nickelodeon España, à l'exception des pages publicitaires, et de nombreux dessins animés provenant de sa chaîne d'origine aux États-Unis.

## Nick+
Après avoir été rendu disponible sur MEO et Vodafone TV, Nickelodeon a lancé une plateforme de vidéo à la demande appelée "Nick+", qui regroupe le contenu des chaînes Nickelodeon et Nick Jr.
Au moment du lancement de l'offre, le service promettait de mettre à disposition les séries Butterbean's Café, Game Shakers, les saisons 9, 10 et 11 de Bob l'éponge, les 3 premières saisons de Henry Danger et Paw Patrol, les 2 premières saisons de Bienvenue chez les Loud et Blaze and the Monster Machines, plus, en exclusivité, la 1ère saison de Annie & Pony.